# 明石元長

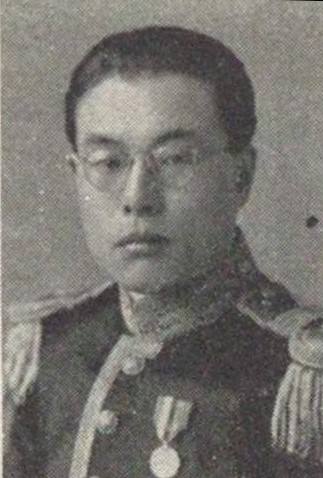
明石元長

明石 元長（あかし もとなが、1906年（明治39年）9月19日 - 1949年（昭和24年）7月2日）は、日本の実業家、政治家、華族。貴族院男爵議員。

## 経歴
東京府で陸軍将校・明石元二郎の長男として生まれる。1918年（大正7年）父が台湾総督に就任すると、家族の中でただ一人台湾に渡ったが、1919年（大正8年）10月、父が病のため死去し、同年11月29日、男爵を襲爵、小学校卒業まで台湾に留まった。明石家に資産がなく遺族の今後のため下村宏総督府総務長官ら有志が「明石財団」を設立した。また、当時の台湾総督府専売局長・賀来佐賀太郎が元長の教育を援助し、賀来の子息たちとともに学習院で学んだ。1931年（昭和6年）東北帝国大学法文学部を卒業した。
大学卒業後、三井信託 (株)に入社。その後、外務省嘱託、満州国金廠鉱業 (株) 取締役などを務めた。また、台湾留学生などの援助団体「東亜修好会」を設立した。1939年（昭和14年）7月10日、貴族院男爵議員に選出され、公正会に所属して活動し1947年（昭和22年）5月2日の貴族院廃止まで在任。内閣委員、外国為替管理委員会委員などを歴任。
終戦後、第23回衆議院議員総選挙（福岡県第1区、無所属）、第24回総選挙（福岡県第1区、民主党）に出馬したがいずれも落選した。1949年、中国共産党の攻勢で苦境に立った台湾の国民党を支援するため、元陸軍中将・根本博らの台湾密航計画を進め、九州を拠点に資金の調達などに奔走し、同年6月26日に根本らを延岡から送り出し帰京したが、過労のため急死した。

## 親族
- 妻 明石和子（内藤頼輔二女）[1]
- 長男 明石元紹（日産プリンス東京販売取締役）